# Геррерский науатль
Геррерский науатль (Guerrero Nahuatl) — один из языков науа, на котором говорят в Мексике и который делится на геррерский и тламакасапанский.
Долгий согласный «l» в других разновидностях диалектов произносится как "j"l (хл) в слове «лошадь», которое переводится как «calli» в другом диалекте науатль, произносится как «cajli» или «káhli» в геррерском диалекте.

## Диалекты
- Геррерский диалект (Guerrero Aztec, Guerrero Nahuatl, Náhuatl de Guerrero) распространён в муниципалитетах Алькосаука-де-Герреро, Альпойека, Атенанго-дель-Рио, Атлистак, Ауакуоцинго, Аютла-де-лос-Либрес, Кечультенанго, Копалийо, Куалак, Мартир-де-Куилапан, Мочитлан, Олинала, Сапотитлан-Таблас, Ситлала, Тепекоакуилько-де-Трухано, Тистла-де-Герреро, Тлапа-де-Комонфорт, Уамуститлан, Уицуко-де-лос-Фигероа, Хальпатлауак, Хочиуэуэтлан, Чьюлапа-де-Альварес, около реки Бальсас, штата Герреро в Мексике.
- Тламакасапанский диалект (Tlamacazapa Nahuatl) распространён в муниципалитете Тламакасапа.